# Preaching to the Perverted
Preaching to the Perverted es el séptimo álbum de estudio de la banda de garage rock norteamericana The Fuzztones.

## Lista de canciones
| N.º | Título                        | Duración |  |
| 1.  | «My Black Cloud»              | 3:08     |  |
| 2.  | «Between the Lines»           | 3:13     |  |
| 3.  | «Flirt, Hurt & Desert»        | 3:11     |  |
| 4.  | «Launching Sanity's Dice»     | 2:39     |  |
| 5.  | «Invisible»                   | 4:07     |  |
| 6.  | «Set Me Straight»             | 4:31     |  |
| 7.  | «Don't Speak Ill of the Dead» | 4:08     |  |
| 8.  | «Old»                         | 4:41     |  |
| 9.  | «This Game Called Girl»       | 2:47     |  |
| 10. | «Lust Pavillon»               | 3:57     |  |
| 11. | «Bound to Please»             | 3:16     |  |
| 12. | «Come to Me»                  | 2:11     |  |